# Combatente

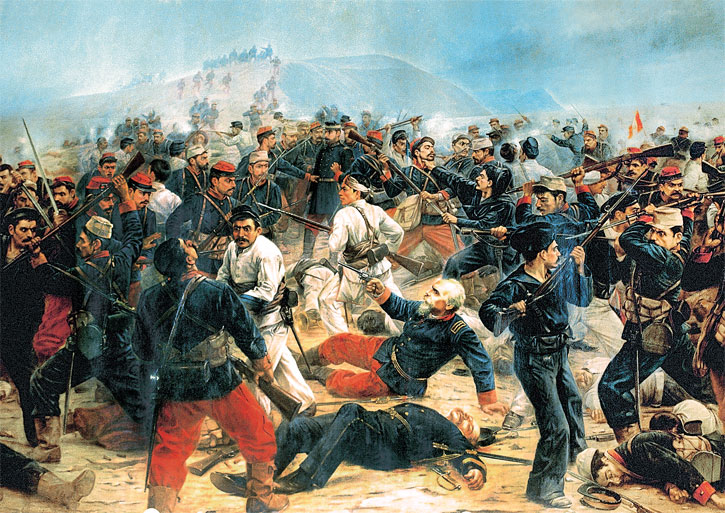
⠀⠀⠀⠀⠀⠀

Combatente é o status legal de um indivíduo que tem o direito de se envolver em hostilidades durante um conflito armado. A definição legal de "combatente" encontra-se no artigo 43(2) do Protocolo Adicional I das Convenções de Genebra de 1949. O Protocolo afirma que "os membros das forças armadas de uma Parte em conflito (exceto pessoal médico e capelães abrangidos pelo artigo 33 da Terceira Convenção) são combatentes, ou seja, têm o direito de participar diretamente das hostilidades". Consequentemente, por outro lado, os combatentes, por via de regra, são alvos legais para o lado oposto independentemente das circunstâncias específicas em questão, ou seja, eles podem ser atacados independentemente das circunstâncias específicas simplesmente devido a seu status, de modo a privar seu lado de seu apoio.
Além de ter o direito de participar das hostilidades, os combatentes têm direito ao status de prisioneiros de guerra quando capturados durante um conflito armado internacional. “Embora todos os combatentes sejam obrigados a cumprir as regras do direito internacional aplicáveis em conflitos armados, as violações dessas regras não devem privar um combatente de seu direito de ser um combatente ou, se ele cair no poder de uma Parte adversa, de seu direito de ser um prisioneiro de guerra."

## Status dos combatentes
De acordo com o direito internacional humanitário (também conhecido como regras de conflito armado), os combatentes podem ser classificados em uma de duas categorias: legais e ilegais (também combatentes privilegiados ou não privilegiados). Nesse sentido, legal significa a retenção do status de prisioneiro de guerra e a impunidade pela conduta anterior à captura. Assim, combatentes que tenham violado certos termos do direito internacional humanitário podem perder seu status e tornar-se combatentes ilegais, seja ipso iure (simplesmente por ter cometido o ato) ou por decisão de um tribunal competente. É importante notar que nos tratados pertinentes, a distinção entre legais e ilegais não é feita textualmente; o direito internacional usa o termo combatente exclusivamente no sentido do que aqui se denomina "combatente legal".
Se houver alguma dúvida sobre se a pessoa se beneficia do status de "combatente", ela deve ser mantida como prisioneiro de guerra até que tenha enfrentado um "tribunal competente" (artigo 5 da Terceira Convenção de Genebra (CG III) para decidir a questão.

### Combatentes legais
Também referidos como combatentes privilegiados. As seguintes categorias de combatentes se qualificam para o status de prisioneiro de guerra na captura:
1. Membros das forças armadas de uma Parte em conflito, bem como membros de milícias ou corpos de voluntários que façam parte dessas forças armadas.
2. Membros de outras milícias e membros de outros corpos voluntários, incluindo os de movimentos de resistência organizados, pertencentes a uma parte no conflito e que operem dentro ou fora do seu próprio território, mesmo que este esteja ocupado, desde que preencham as seguintes condições:
  - a de ser comandado por uma pessoa responsável por seus subordinados;
  - a de ter um sinal distintivo fixo reconhecível à distância;
  - a de portar armas abertamente;
  - a de conduzir suas operações de acordo com as leis e costumes da guerra.
3. Membros das forças armadas regulares que professam lealdade a um governo ou autoridade não reconhecida pela Potência detentora.
4. Habitantes de um território não ocupado, que, à aproximação do inimigo, pegam espontaneamente em armas para resistir às forças invasoras, sem terem tido tempo de formar unidades armadas regulares, desde que carreguem as armas abertamente e respeitem as leis e costumes da guerra; muitas vezes apelidado de levée após o recrutamento em massa durante a Revolução Francesa.

Para os países que assinaram o "Protocolo Adicional às Convenções de Genebra de 12 de agosto de 1949, e relativo à Proteção das Vítimas de Conflitos Armados Internacionais" (Protocolo I), os combatentes que não usam uma marca distintiva ainda se qualificam como prisioneiros de guerra se eles carregarem armas abertamente durante os combates militares e enquanto visíveis para o inimigo quando eles estão se mobilizando para conduzir um ataque contra eles.

### Combatentes ilegais
Também referidos como combatentes desprivilegiados. Existem vários tipos de combatentes que não se qualificam como combatentes legais:
- Combatentes que de outra forma seriam legais, mas violaram as leis e costumes da guerra (por exemplo, fingir rendição ou ferimento ou matar combatentes inimigos que se renderam). A perda de privilégios nesse caso só ocorre com a condenação, ou seja, após um tribunal competente ter determinado a ilegalidade da conduta em um julgamento justo.
- Os combatentes que são capturados sem os requisitos mínimos para se distinguirem da população civil, ou seja, portando armas abertamente durante os confrontos militares e o deslocamento imediatamente anterior, perdem seu direito ao status de prisioneiro de guerra sem julgamento nos termos do artigo 44 (3) do Protocolo Adicional I.
- Espiões, ou seja, pessoas que coletam informações clandestinamente no território do beligerante oponente. Os membros das forças armadas que realizam reconhecimento ou operações especiais atrás das linhas inimigas não são considerados espiões desde que usem o uniforme.
- Mercenários,[4] crianças-soldados e civis que participam diretamente do combate e não se enquadram em uma das categorias listadas na seção anterior.[5][6]

A maioria dos combatentes ilegais que não se qualificam para proteção sob a Terceira Convenção de Genebra o fazem sob a Quarta Convenção de Genebra (GCIV), que diz respeito a civis, até que tenham tido um "julgamento justo". Se forem considerados culpados em um julgamento, eles podem ser punidos de acordo com as leis civis da potência detentora.